# Dzioborożce
Dzioborożce (Bucerotidae) – rodzina ptaków z rzędu dzioborożcowych (Bucerotiformes). Należy do niej ponad 50 gatunków ptaków, z których wszystkie mają stosunkowo długie, zakrzywione dzioby, często z dodatkową rogową naroślą na górnej części dzioba. Całość dzioba jest często bardzo kolorowa.

## Występowanie
Występują w Czarnej Afryce, tropikalnych rejonach Azji aż do Filipin i Indonezji, oraz w Oceanii po Wyspy Salomona.

## Charakterystyka
Żyją w zależności od gatunku, zarówno w lasach jak i na otwartych przestrzeniach. Są wszystkożerne, zjadają owoce, owady i małe kręgowce. Samice dzioborożców składają w dziupli drzewa do 6 jaj. Na czas wysiadywania i karmienia piskląt, samiec zamurowuje samicę wewnątrz dziupli, używając do tego celu błota, odchodów i nadtrawionych owoców, które po zaschnięciu tworzą twardą pokrywę. W pokrywie zachowany jest niewielki otwór, przez który samiec karmi samicę i młode. W momencie kiedy pisklęta urosną na tyle, że w środku dziupli robi się zbyt ciasno, samica rozkuwa otwór, wydostaje się na zewnątrz, po czym ponownie zamurowuje wejście do dziupli i razem z samcem kontynuuje wykarmianie młodych.
Wokalizy dzioborożców są bardzo urozmaicone. Na przykład u dużego, naziemnego dzioboroga abisyńskiego przypominają dość oddalone dźwięki rogu mgielnego, a krzyki toko żałobnego (Lophoceros fasciatus) przypominają dźwięk gwizdka. Głosy różnią się intensywnością, odstępami i mniejszą lub większą regularnością.
Badania filogenetyczne dowodzą, że takson Bucerotidae jest taksonem siostrzanym kladu Upupidae + Phoeniculidae.

## Podział systematyczny
Do rodziny należą następujące występujące współcześnie rodzaje:
- Bucorvus Lesson, 1830
- Tockus Lesson, 1830
- Lophoceros Ehrenberg, 1828
- Berenicornis Bonaparte, 1850 – jedynym przedstawicielem jest Berenicornis comatus (Raffles, 1822) – dzioborożec długoczuby
- Horizocerus Oberholser, 1899
- Ceratogymna Bonaparte, 1854
- Bycanistes Cabanis & F. Heine Sr., 1860
- Rhinoplax Gloger, 1841 – jedynym przedstawicielem jest Rhinoplax vigil (J.R. Forster, 1781) – hełmoróg
- Buceros Linnaeus, 1758
- Anorrhinus Reichenbach, 1849
- Anthracoceros Reichenbach, 1849
- Ocyceros Hume, 1873
- Aceros Hodgson, 1844 – jedynym przedstawicielem jest Aceros nipalensis (Hodgson, 1829) – dzioborożec rudy
- Rhyticeros Reichenbach, 1849
- Rhabdotorrhinus A.B. Meyer & Wiglesworth, 1895
- Penelopides Reichenbach, 1849

Opisano również wymarły mioceński rodzaj:
- Euroceros Boev & Kovachev, 2007 – jedynym przedstawicielem był Euroceros bulgaricus Boev & Kovachev, 2007